# Dorothy Provine
Dorothy Provine, talvolta indicata anche come Dorothy Provin (Deadwood, 20 gennaio 1935 – Bremerton, 25 aprile 2010), è stata un'attrice, cantante e ballerina statunitense.

## Biografia
Nata nel Dakota del Sud, frequentò l'università di Washington, per dedicarsi in seguito al canto e alla recitazione. Iniziò la sua carriera come cantante sul finire degli anni cinquanta e debuttò sul grande schermo nel 1958 con un ruolo da protagonista nel film Femmina e mitra (1958) di William Witney.
Riscosse maggiore successo in televisione e come cantante negli anni sessanta, incidendo singoli quali He Shouldn't-a, Oughtn't-a Swang on Me, da lei stessa riproposto nella pellicola La grande corsa (1965) di Blake Edwards, e Don't Bring Lulu.
Prese parte a numerose pellicole che le diedero la celebrità, quali Questo pazzo, pazzo, pazzo, pazzo mondo (1963) di Stanley Kramer, Scusa, me lo presti tuo marito? (1964) di David Swift, F.B.I. - Operazione gatto (1965) di Robert Stevenson, La grande corsa (1965) di Blake Edwards e L'incredibile furto di Mr. Girasole (1968) di Jerry Paris. Attrice brillante e spiritosa, Dorothy Provine si propose sugli schermi con caratteristiche a metà strada tra la prorompente sensualità di Marilyn Monroe e la candida innocenza di Sandra Dee.
Sposatasi nel 1969 con il regista Robert Day, dal quale ebbe una figlia all'inizio degli anni Settanta, si ritirò quasi del tutto dal mondo dello spettacolo, concedendosi qualche apparizione da guest-star sul piccolo schermo soltanto nei decenni successivi. Morì nel 2010 all'età di 75 anni a causa di un enfisema.

## Filmografia

### Cinema
- Live Fast, Die Young, non accreditata, regia di Paul Henreid (1958)
- Femmina e mitra (The Bonnie Parker Story), regia di William Witney (1958)
- Riot in Juvenile Prison, regia di Edward L. Cahn (1959)
- The 30 Foot Bride of Candy Rock, regia di Sidney Miller (1959)
- Il muro dei dollari (Wall of Noise), regia di Richard Wilson (1963)
- Questo pazzo, pazzo, pazzo, pazzo mondo (It's a Mad Mad Mad Mad World), regia di Stanley Kramer (1963)
- Scusa, me lo presti tuo marito? (Good Neighbor Sam), regia di David Swift (1964)
- La grande corsa (The Great Race), regia di Blake Edwards (1965)
- F.B.I. - Operazione gatto (That Darn Cat!), regia di Robert Stevenson (1965)
- Una spia di troppo (One Spy Too Many), regia di Joseph Sargent (1966)
- Se tutte le donne del mondo... (Operazione Paradiso), regia di Henry Levin e Arduino Maiuri (1966)
- 8 falsari, una ragazza e... un cane onesto (Who's Minding the Mint?), regia di Howard Morris (1967)
- L'incredibile furto di Mr. Girasole (Never a Dull Moment), regia di Jerry Paris (1968)

### Televisione
- Man Without a Gun – serie TV, un episodio (1957)
- The Millionaire – serie TV, un episodio (1958)
- Lawman – serie TV, un episodio (1958)
- Mike Hammer – serie TV, un episodio (1959)
- Cimarron City – serie TV, episodio 1x13 (1959)
- The Real McCoys – serie TV, un episodio (1959)
- Alfred Hitchcock presenta (Alfred Hitchcock presents), serie TV, un episodio (1959)
- The Rough Riders – serie TV, episodio 1x25 (1959)
- Carovane verso il West (Wagon Train) – serie TV, due episodi (1958-1959)
- The Texan – serie TV, episodio 1x29 (1959)
- Colt .45 – serie TV, un episodio (1959)
- Sugarfoot – serie TV, episodi 2x13-2x18 (1959)
- Bronco – serie TV, un episodio (1959)
- The Alaskans – serie TV, 37 episodi (1959-1960)
- The Roaring 20's – serie TV, 45 episodi (1960-1962)
- The Red Skelton Show – serie TV, un episodio (1962)
- Indirizzo permanente (77 Sunset Strip) – serie TV, tre episodi (1958-1962)
- You're Only Young Once – film TV (1962)
- Hawaiian Eye – serie TV, due episodi (1962)
- The Gallant Men – serie TV, episodio 1x25 (1963)
- Il dottor Kildare (Dr. Kildare) – serie TV, un episodio (1965)
- Polvere di stelle (Bob Hope Presents the Chrysler Theatre) – serie TV, un episodio (1965)
- Organizzazione U.N.C.L.E. (The Man from U.N.C.L.E.) – serie TV, due episodi (1965)
- The Danny Thomas Hour – serie TV, episodio 1x21 (1968)
- F.B.I. (The F.B.I.) – serie TV, un episodio (1968)
- The Sound of Anger – film TV (1968)
- Love, American Style – serie TV, un episodio (1970)
- Sulle strade della California (Police Story) – serie TV, un episodio (1973)
- Pepper Anderson agente speciale (Police Woman) – serie TV, un episodio (1976)

## Doppiatrici italiane
- Fiorella Betti in Scusa, me lo presti tuo marito?; F.B.I. - Operazione gatto
- Flaminia Jandolo in Questo pazzo, pazzo, pazzo, pazzo mondo
- Rosetta Calavetta in La grande corsa
- Maria Pia Di Meo in Se tutte le donne del mondo...
- Rita Savagnone in L'incredibile furto di Mr. Girasole